# USS Permit (SS-178)
USS Permit (SS-178) là một tàu ngầm lớp Porpoise được Hải quân Hoa Kỳ chế tạo vào giữa thập niên 1930. Nó là chiếc tàu ngầm đầu tiên của Hải quân Hoa Kỳ được đặt cái tên này, theo tên loài cá permit. Nó đã phục vụ trong suốt Chiến tranh Thế giới thứ hai, thực hiện tổng cộng mười bốn chuyến tuần tra, đánh chìm ba tàu Nhật Bản với tổng tải trọng 5.741 tấn. Con tàu được cho rút về làm nhiệm vụ huấn luyện từ đầu năm 1945, xuất biên chế khi chiến tranh kết thúc, và cuối cùng bị bán để tháo dỡ vào năm 1957. Permit được tặng thưởng mười Ngôi sao Chiến trận do thành tích phục vụ trong Thế Chiến II.

## Thiết kế và chế tạo
Lớp tàu ngầm Porpoise Kiểu P-5 có thiết kế được dựa trên Kiểu P-3 do hãng Electric Boat phát triển, vốn được Hải quân Hoa Kỳ đánh giá là tốt hơn so với Kiểu P-1 do Xưởng hải quân Portsmouth phát triển. Chúng có cấu trúc vỏ kép một phần với hai đầu là vỏ đơn, một phiên bản hoàn thiện hơn của chiếc USS Dolphin (SS-169). Những chiếc được đóng bởi Electric Boat là những tàu ngầm Hoa Kỳ đầu tiên được chế tạo áp dụng kỹ thuật hàn cho toàn bộ cấu trúc con tàu, vốn sẽ áp dụng cho mọi lớp tàu ngầm sau này.
Permit dài khoảng 300 foot (91 m) và trọng lượng choán nước khi lặn khoảng 1.998 tấn Anh (2.030 t), với một cấu trúc thượng tầng tháp chỉ huy lớn và cồng kềnh. Tốc độ tối đa chỉ đạt khoảng 18 hải lý trên giờ (33 km/h) để duy trì độ bền cho động cơ, nhưng một cải tiến nhằm chứa dầu FO trong các thùng dằn chính đã giúp tăng gần gấp đôi tầm xa hoạt động, giúp chúng có thể hoạt động tuần tra đến tận các đảo chính quốc Nhật Bản. Động cơ diesel Winton Kiểu 16-201A hai thì 16-xy lanh gặp phải nhiều trục trặc trong vận hành, nên sau này được thay thế bằng động cơ General Motors Kiểu 12-278A.
Vũ khí trang bị chính ban đầu chỉ có sáu ống phóng ngư lôi 21 in (530 mm), gồm bốn ống trước mũi và hai ống phía đuôi, cùng một hải pháo 3 inch/50 caliber trên boong tàu và hai súng máy M1919 Browning .30-caliber (7,62 mm). Trong chiến tranh Permit được tăng cường thêm hai ống phóng ngư lôi trước mũi và nâng cấp lên súng máy M2 Browning .50-caliber (12,7 mm).
Permit được đặt lườn tại xưởng tàu của hãng Electric Boat Company ở Groton, Connecticut vào ngày 6 tháng 6, 1935. Nó được hạ thủy vào ngày 5 tháng 10, 1936, được đỡ đầu bởi bà Edith B. Bowen, và được cho nhập biên chế cùng Hải quân Hoa Kỳ vào ngày 17 tháng 3, 1937 dưới quyền chỉ huy của Hạm trưởng, Đại úy Hải quân Charles O. Humphreys.

## Lịch sử hoạt động

### 1937 - 1940
Sau khi hoàn tất việc chạy thử máy huấn luyện tại vùng biển ngoài khơi New England, Permit hoạt động tại khu vực Portsmouth, New Hampshire cho đến ngày 29 tháng 11, 1937, khi nó khởi hành để đi sang khu vực Thái Bình Dương. Nó băng qua kênh đào Panama vào ngày 10 tháng 12 và đi đếnSan Diego, California vào ngày 18 tháng 12 để gia nhập Hải đội Tàu ngầm 5. Trong gần hai năm tiếp theo nó hoạt động tại khu vực Đông Thái Bình Dương, trải rộng từ miền Nam California cho đến quần đảo Aleut và quần đảo Hawaii. Đến tháng 10, 1939, nó được phái sang Philippines và gia nhập Lực lượng Tàu ngầm trực thuộc Hạm đội Á Châu.

### 1941

#### Chuyến tuần tra thứ nhất
Hai ngày sau khi Hải quân Đế quốc Nhật Bản bất ngờ tấn công căn cứ Trân Châu Cảng khiến chiến tranh bùng nổ tại Mặt trận Thái Bình Dương, 18 tàu ngầm thuộc Hạm đội Á Châu lên đường cho chuyến tuần tra đầu tiên trong chiến tranh. Permit đã hoạt động dọc theo bờ biển phía Tây đảo Luzon, Philippines từ ngày 11 đến ngày 20 tháng 12, 1941.

#### Chuyến tuần tra thứ hai và thứ ba
Từ ngày 22 đến ngày 27 tháng 12, Permit tiếp tục thực hiện chuyến tuần tra thứ hai tại cùng khu vực Luzon. Nó đi đến vịnh Mariveles vào ngày 28 tháng 12 để đón lên tàu ban tham mưu của Đô đốc Thomas C. Hart, Tổng tư lệnh Hạm đội Á Châu, để di tản họ sang căn cứ tàu ngầm Soerabaja (nay là Surabaya) tại Java, Đông Ấn thuộc Hà Lan. Chiếc tàu ngầm thực hiện chuyến tuần tra trên đường đi tại vùng biển phía Nam quần đảo Philippine, và đi đến Soerabaja vào ngày 6 tháng 2, 1942.

### 1942

#### Chuyến tuần tra thứ tư
Khởi hành từ Soerabaja cho chuyến tuần tra thứ tư từ ngày 22 tháng 2, vào lúc đối phương bắt đầu bao vây Java, Permit đã giúp đánh chìm xuồng phóng lôi PT-32 bị bỏ lại vào ngày 13 tháng 3, rồi vượt qua vòng phong tỏa để đi đến Corregidor, Philippines, lúc này còn đang tiếp tục phòng thủ trước sự vây hãm của quân đội Nhật Bản. Đến nơi trong đêm 15-16 tháng 3, chiếc tàu ngầm đã tiếp tế đạn dược cho lực lượng phòng thủ, rồi giúp di tản khỏi Corregidor 40 sĩ quan và thủy thủ, bao gồm 36 nhân viên thuộc trạm giải mật mã tình báo. Trên đường rút lui về căn cứ Fremantle, Australia, nó bị hư hại nhẹ trong cuộc đụng độ với ba tàu khu trục đối phương vào ngày 18 tháng 3.

#### Chuyến tuần tra thứ năm và thứ sáu
Trong chuyến tuần tra thứ năm từ ngày 5 tháng 5 đến ngày 11 tháng 6, Permit xuất phát từ căn cứ Fremantle và hoạt động tại vùng biển ngoài khơi Makassar, Celebes cũng như dọc tuyến hàng hải đi đến Balikpapan, Borneo. Nó thực hiện chuyến tuần tra thứ sáu trên đường quay trở về Trân Châu Cảng từ ngày 12 tháng 7 đến ngày 30 tháng 8, rồi sau đó tiếp tục quay về vùng bờ Tây, đi đến Xưởng hải quân Mare Island tại Vallejo, California vào ngày 9 tháng 9 cho một đợt đại tu.

### 1943

#### Chuyến tuần tra thứ bảy và thứ tám
Trong chuyến tuần tra thứ bảy từ ngày 5 tháng 2 đến ngày 16 tháng 3, Permit hoạt động tại vùng biển ngoài khơi đảo Honshū, Nhật Bản. Nó tấn công một đoàn chín tàu buôn có hai tàu hộ tống bảo vệ vào chiều tối ngày 8 tháng 3; hai quả ngư lôi trúng đích đã đánh chìm được chiếc tàu buôn Hisashima Maru (2.742 tấn) tại tọa độ 41°16′B 142°27′Đ / 41,267°B 142,45°Đ.
Sau đó trong chuyến tuần tra thứ tám xuất phát từ Midway vào ngày 6 tháng 4, Permit hoạt động dọc tuyến hàng hải giữa quần đảo Mariana và Truk thuộc quần đảo Caroline. Nó tấn công nhiều mục tiêu nhưng không xác định được kết quả, và quay trở về căn cứ Trân Châu Cảng vào ngày 25 tháng 5.

#### Chuyến tuần tra thứ chín
Trong chuyến tuần tra thứ chín, vào ngày 7 tháng 7, Permit phóng trúng đích hai quả ngư lôi và đánh chìm được chiếc tàu buôn Banshu Maru số 33 (787 tấn) tại tọa độ 43°35′B 140°21′Đ / 43,583°B 140,35°Đ. Đến sau nữa đêm, nó phát hiện một đoàn hai tàu buôn đang hướng sang khu vực bờ biển Triều Tiên, và một loạt hai quả ngư lôi trúng đích đã đánh trúng chiếc tàu chở hành khách Showa Maru (2.212 tấn), khiến mục tiêu đắm chỉ trong vòng năm phút tại tọa độ 43°14′B 139°53′Đ / 43,233°B 139,883°Đ. Sang ngày 20 tháng 7, nó tham gia cùng các tàu ngầm Lapon (SS-260) và Plunger (SS-179) tại Midway cho lần đầu tiên xâm nhập vào vùng biển Nhật Bản để tấn công tàu bè vận chuyển nguyên liệu thô từ Mãn Châu và Triều Tiên. Chiếc tàu ngầm rút lui về căn cứ Trân Châu Cảng ngang qua Dutch Harbor, Alaska, đến nơi vào ngày 27 tháng 7.

#### Chuyến tuần tra thứ mười
Lên đường vào ngày 23 tháng 8 cho chuyến tuần tra thứ mười, Permit tiến hành trinh sát hình ảnh nhiều đảo thuộc quần đảo Marshall. Ngoài khơi Kwajalein vào ngày 3 tháng 9, nó né tránh những quả bom được máy bay tuần tra đối phương ném xuống, và một đợt tấn công khác bằng mìn sâu vào ngày 9 tháng 9. Con tàu đã tấn công và gây hư hại cho nhiều tàu đối phương trước khi quay trở về Trân Châu Cảng vào ngày 24 tháng 9.

### 1944

#### Chuyến tuần tra thứ mười một và mười hai
Permit thực hiện chuyến tuần tra thứ mười một tại khu vực quần đảo Caroline từ đầu tháng 1 đến giữa tháng 3, 1944. Chuyến tuần tra tiếp theo từ ngày 7 tháng 5 đến ngày 1 tháng 6 tại cùng khu vực này được nó dành cho hoạt động tìm kiếm và giải cứu hỗ trợ các chiến dịch không kích xuống Truk và các đảo lân cận.

#### Chuyến tuần tra thứ mười ba và mười bốn
Permit xuất phát từ Majuro, quần đảo Marshall cho chuyến tuần tra thứ mười ba từ ngày 30 tháng 6 và kết thúc khi quay trở về Brisbane, Australia vào ngày 13 tháng 8. Trong chuyến tuần tra cuối cùng, nó lên đường vào ngày 21 tháng 9 để thay phiên cho tàu ngầm Tarpon trong nhiệm vụ tìm kiếm và giải cứu tại khu vực Truk, và kết thúc chuyến tuần tra thứ mười bốn khi quay trở về Trân Châu Cảng vào ngày 11 tháng 11.

### 1945
Sau khi được tái trang bị, Permit lên đường vào ngày 29 tháng 1, 1945 để quay trở về Hoa Kỳ; nó đi đến Xưởng hải quân Philadelphia vào ngày 23 tháng 2 để được đại tu. Rời xưởng tàu vào giữa tháng 5, nó đi đến Căn cứ Tàu ngầm Hải quân New London tại New London, Connecticut để phục vụ như một tàu huấn luyện cho đến khi chiến tranh chấm dứt. Nó đi đến Xưởng hải quân Boston vào ngày 30 tháng 10 để chuẩn bị ngừng hoạt động.
Permit được cho xuất biên chế vào ngày 15 tháng 11, 1945. Tên nó được cho rút khỏi danh sách Đăng bạ Hải quân vào ngày 26 tháng 7, 1956, và con tàu bị bán cho hãng A.G. Schoonmaker, Inc. tại thành phố New York để tháo dỡ vào ngày 28 tháng 6, 1958.

## Phần thưởng
Permit được tặng thưởng mười Ngôi sao Chiến trận do thành tích phục vụ trong Thế Chiến II. Nó được ghi công đã đánh chìm ba tàu Nhật Bản với tổng tải trọng 5.741 tấn.
|  |                           |  |
|  | Silver star · Silver star |  |

| Dãi băng Hoạt động Tác chiến  |                                                                          |                                      |
| Huân chương Chiến dịch Hoa Kỳ | Huân chương Chiến dịch Châu Á-Thái Bình Dương với 10 Ngôi sao Chiến trận | Huân chương Chiến thắng Thế Chiến II |